# Bouteloua annua
Bouteloua annua är en gräsart som beskrevs av Jason Richard Swallen. Bouteloua annua ingår i släktet Bouteloua och familjen gräs. Inga underarter finns listade i Catalogue of Life.